# Florence Delclos
 (septembre 2016).
Si vous disposez d'ouvrages ou d'articles de référence ou si vous connaissez des sites web de qualité traitant du thème abordé ici, merci de compléter l'article en donnant les références utiles à sa vérifiabilité et en les liant à la section « Notes et références ».
Florence Delclos, née le 24 novembre 1964 à Paris, est une illustratrice française. 

## Biographie
Florence Delclos suit ses parents dans le sud de le France, de  Perpignan à Toulouse, où elle fera ses premières armes dans le monde du graphisme.
Elle entre à l'École supérieure des arts décoratifs de Strasbourg en 1986, dans l'atelier de Claude Lapointe. En 1989, elle part en Écosse dans le cadre du programme Erasmus, pour parfaire ses techniques de graphisme. Elle ressort diplômée de l'école en 1992. Pendant deux ans, elle donne des cours de dessin dans les écoles primaires de la ville, avant de s'établir à Paris.
Son premier travail sera pour les Éditions Play-Back pour illustrer Un mot, un jour, un imagier pour les enfants de neuf ans, en collaboration avec Christophe Verdenal pour la mise en couleur.
Elle fournit beaucoup d'illustrations pour des manuels scolaires ou parascolaires pour de grands maison d'édition comme Hachette ou Bordas, mais la plupart de son travail est édité par Nathan.

## Publications

### Livre jeunesse
- Histoire de courses, Éd. DDB.
- Un mot, un jour, Éd. Play-Back.
- Alexis contre le Père Noël, Éd. Fleurus-Mane.
- Mon anniversaire a disparu, Éd. Fleurus-Mane.
- Théo Benjamin, Éd. Fleurus-Mane.
- La Maison des Lipangous, Éd. Fleurus-Mane.
- Le Petit Léonard et le grand Léopold, Éd. Fleurus-Mane.

### Périodique
- Les clés de l'actualité, Éd. Milan Presse.
- Winnie, Éd. Disney Hachette Presse :
  - « Balthazar et l'étoile de la nouvelle année » ;
  - « Monsieur Hiver est en retard » ;
  - « Le Marchand d'histoire ».
- « Tous en vacances », Bambi, Éd. Disney Hachette Presse.

### Livre scolaire et parascolaire
- J'écris seul, tu écris seul - CP/CE1, Éd. Nathan.
- Maths CE2, Éd. Nathan.
- Les Savoirs de l'école française, Éd. Hachette.
- L'Année de la troisième, Éd. Bordas.
- Les 4 chemins du Français, Éd. Bordas.
- Cahiers de vacances CP/CE1 2002, Éd. Nathan.